# 索科洛维
索科洛维（羅馬化：Sokolovyy）是俄罗斯萨拉托夫州的市级镇，由该州的加加林区管辖。地处萨拉托夫州中西部，毗邻所属区行政中心及州府萨拉托夫市的列宁区。镇北侧设有一铁路车站。
始建于18世纪，1990年设市级镇。2022年人口有6,546人；2010年人口6,009人；2002年人口6,229人。